# Adolf-Martens-Straße 14 (Berlin-Lichterfelde)

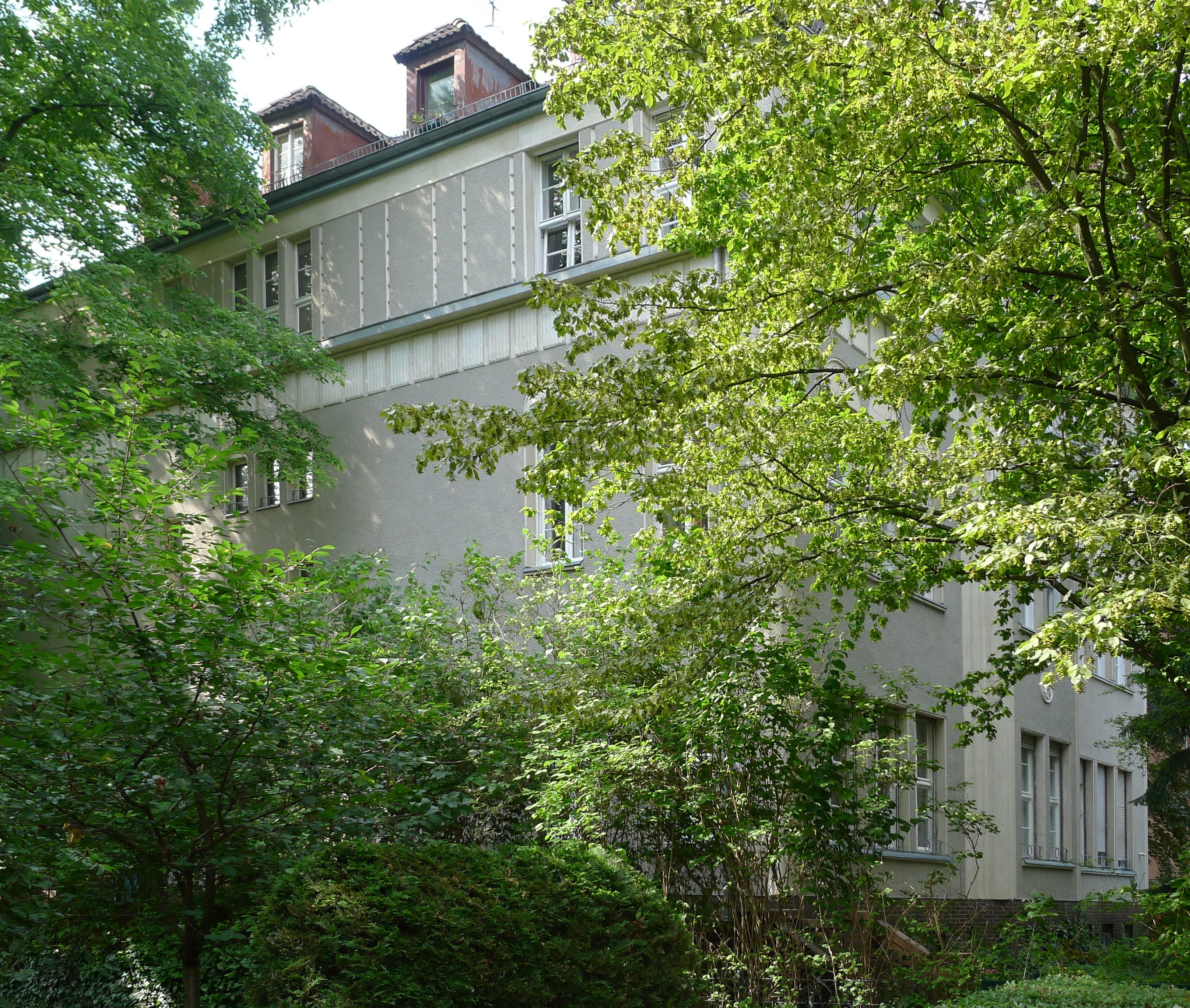
Haus Adolf-Martens-Straße 14

Das Mehrfamilienhaus Adolf-Martens-Straße 14 in Berlin-Lichterfelde wurde 1910–1911 nach Entwurf der Architekten Bruno Taut und Franz Hoffmann für den Unternehmer Erwin Reibedanz erbaut und steht unter Denkmalschutz.
Im Jahr 1865 erwarb der Unternehmer Johann Anton Wilhelm von Carstenn die bei Berlin gelegenen Güter Lichterfelde und Giesensdorf mit dem Ziel, dort eine Villenkolonie für das gehobene Bürgertum entstehen zu lassen. Mit der Erschließung des Areals durch Straßen und der Anbindung an die Bahnstrecke Berlin–Magdeburg wurden auch einige Grundstücke entlang der Bahnlinie verkauft.
Das Grundstück Adolf-Martens-Straße 14 (bis 1971: Fontanestraße) liegt nur wenige hundert Meter entfernt vom Bahnhof Lichterfelde West. Der Hauseingang befindet sich zur Adolf-Martens-Straße hin im Norden. Im Osten und Westen grenzt das Grundstück an benachbarte Wohngrundstücke, im Süden an die Bahnanlagen der Wannseebahn, die wenige hundert Meter weiter östlich an den Bahnhof anschließen. Das Grundstück ist etwa 1.000 Quadratmeter groß. Bei dem Haus mit vier Etagen handelt es sich um ein typisches Lichterfelder Mehrfamilienhaus.

## Quelle
- Adolf-Martens-Straße 14 in der Berliner Landesdenkmalliste

Koordinaten: 52° 26′ 34″ N, 13° 17′ 26,6″ O